# Communauté de communes Terre de Picardie
La communauté de communes Terre de Picardie (CCTP) est une communauté de communes française, située dans le département de la Somme et la région administrative Hauts-de-France.
Elle est issue de la fusion en 2017 des deux communautés de communes de Haute-Picardie et du Santerre.

## Historique
Le projet de schéma départemental de coopération intercommunale de 2015 impose une fusion aux communautés de communes dont le seuil de population de 5 000 habitants n'est pas atteint et prévoit notamment la « fusion des communautés de communes de Haute Picardie et du Santerre  », le nouvel ensemble de 17 954 habitants regroupant 46 communes,,. À la suite de l'avis favorable de la commission départementale de coopération intercommunale en janvier 2016, la préfecture sollicite l'avis formel des conseils municipaux et communautaires concernés en vue de la mise en œuvre de la fusion le 1er janvier 2017.
Après consultation des conseils communautaires et municipaux concernés, la nouvelle intercommunalité est créée sous le nom de communauté de communes Terre de Picardie par un arrêté préfectoral du 16 décembre 2016 qui a pris effet le 1er janvier 2017,.
Le 1er janvier 2019, les communes de  Marchélepot et de Misery ont fusionné, formant la commune nouvelle de Marchélepot-Misery, réduisant ainsi à 43 le nombre de collectivités associées au sein  de Terre de Picardie.

## Territoire communautaire

### Géographie
L'intercommunalité administre un territoire essentiellement rural, desservi par les autoroutes A1 et A29 et les anciennes routes nationales RN29 (RD 1029), RN34 (RD 934) et RN 17 (RD 1017).
Dans le territoire de cette communauté de communes se trouvent l'aire d'Assevillers (l'une des plus grandes aires d'autoroute d'Europe), la Gare TGV Haute-Picardie située sur la ligne TGV Paris-Lille ainsi que la zone d'activité Haute-Picardie.

### Composition
La communauté de communes est composée des 43 communes suivantes :

| Nom                        | Code Insee | Gentilé                      | Superficie (km2) | Population (dernière pop. légale) | Densité (hab./km2) |
| -------------------------- | ---------- | ---------------------------- | ---------------- | --------------------------------- | ------------------ |
| Estrées-Deniécourt (siège) | 80288      |                              | 6,45             | 373 (2022)                        | 58                 |
| Ablaincourt-Pressoir       | 80002      | Ablaincourtois               | 9,46             | 268 (2022)                        | 28                 |
| Assevillers                | 80033      | Assevillois                  | 5,47             | 310 (2022)                        | 57                 |
| Bayonvillers               | 80058      | Bayonvillois                 | 8,1              | 337 (2022)                        | 42                 |
| Beaufort-en-Santerre       | 80067      |                              | 4,59             | 189 (2022)                        | 41                 |
| Belloy-en-Santerre         | 80080      | Belloyens                    | 5,49             | 151 (2022)                        | 28                 |
| Berny-en-Santerre          | 80090      |                              | 4,43             | 151 (2022)                        | 34                 |
| Bouchoir                   | 80116      |                              | 5,88             | 266 (2022)                        | 45                 |
| Caix                       | 80162      | Caixois                      | 11,95            | 699 (2022)                        | 58                 |
| Chaulnes                   | 80186      | Chaulnois                    | 8,46             | 1 983 (2022)                      | 234                |
| La Chavatte                | 80189      |                              | 1,89             | 64 (2022)                         | 34                 |
| Chilly                     | 80191      |                              | 4,85             | 163 (2022)                        | 34                 |
| Chuignes                   | 80194      |                              | 4,56             | 149 (2022)                        | 33                 |
| Dompierre-Becquincourt     | 80247      |                              | 11,05            | 714 (2022)                        | 65                 |
| Fay                        | 80304      |                              | 3,9              | 93 (2022)                         | 24                 |
| Folies                     | 80320      |                              | 5,63             | 154 (2022)                        | 27                 |
| Fontaine-lès-Cappy         | 80325      |                              | 3,47             | 56 (2022)                         | 16                 |
| Foucaucourt-en-Santerre    | 80335      |                              | 6,91             | 233 (2022)                        | 34                 |
| Fouquescourt               | 80339      | Fouquescourtois              | 5,45             | 153 (2022)                        | 28                 |
| Framerville-Rainecourt     | 80342      | Framervilloise/Framervillois | 9,91             | 447 (2022)                        | 45                 |
| Fransart                   | 80347      |                              | 3                | 162 (2022)                        | 54                 |
| Fresnes-Mazancourt         | 80353      | Fresnats                     | 5,7              | 158 (2022)                        | 28                 |
| Guillaucourt               | 80400      | Guillaucourtois              | 6,37             | 391 (2022)                        | 61                 |
| Hallu                      | 80409      |                              | 3,85             | 140 (2022)                        | 36                 |
| Harbonnières               | 80417      |                              | 15,37            | 1 640 (2022)                      | 107                |
| Herleville                 | 80432      |                              | 6,05             | 192 (2022)                        | 32                 |
| Hypercourt                 | 80621      |                              | 16,37            | 686 (2022)                        | 42                 |
| Lihons                     | 80481      | Lihonsois                    | 12,42            | 461 (2022)                        | 37                 |
| Marchélepot-Misery         | 80509      |                              | 8,55             | 580 (2022)                        | 68                 |
| Maucourt                   | 80520      |                              | 3,68             | 202 (2022)                        | 55                 |
| Méharicourt                | 80524      | Méharicourtois               | 7,01             | 551 (2022)                        | 79                 |
| Parvillers-le-Quesnoy      | 80617      |                              | 9,5              | 236 (2022)                        | 25                 |
| Proyart                    | 80644      | Proyartais                   | 9,86             | 762 (2022)                        | 77                 |
| Punchy                     | 80646      | Punchinois                   | 3,04             | 79 (2022)                         | 26                 |
| Puzeaux                    | 80647      |                              | 3,75             | 279 (2022)                        | 74                 |
| Rosières-en-Santerre       | 80680      | Rosiérois                    | 12,98            | 2 928 (2022)                      | 226                |
| Rouvroy-en-Santerre        | 80682      |                              | 7,35             | 209 (2022)                        | 28                 |
| Soyécourt                  | 80741      | Soyécourtois                 | 5,16             | 189 (2022)                        | 37                 |
| Vauvillers                 | 80781      |                              | 6,22             | 218 (2022)                        | 35                 |
| Vermandovillers            | 80789      |                              | 5,83             | 150 (2022)                        | 26                 |
| Vrély                      | 80814      | Vrélysiens                   | 5,66             | 457 (2022)                        | 81                 |
| Warvillers                 | 80823      |                              | 4,18             | 122 (2022)                        | 29                 |
| Wiencourt-l'Équipée        | 80824      |                              | 5,86             | 252 (2022)                        | 43                 |

### Démographie
| 1968   | 1975   | 1982   | 1990   | 1999   | 2006   | 2011   | 2016   |
| ------ | ------ | ------ | ------ | ------ | ------ | ------ | ------ |
| 15 637 | 15 159 | 15 008 | 15 486 | 15 964 | 16 808 | 17 780 | 18 341 |

## Organisation

### Siège
La communauté de communes a son siège à Estrées-Deniécourt, avenue de Haute Picardie.

### Élus
La communauté de communes est administrée par son conseil communautaire, composé à compter des élections municipales de 2020 dans la Somme, de  61 membres représentant chacune des communes membres et répartis de la manière suivante en fonction de leurf population : 
- 8 délégués pour Rosières-en-Santerre ;

- 5 délégués pour Chaulnes ;

- 4 délégués pour Harbonnières ; 

- 2 délégués pour Caix, Dompierre-Becquincourt, Hypercourt et Proyart ;

- 1 délégué ou son suppléant pour les autres communes.
Au terme des élections municipales de 2020, le conseil communautaire restructuré a réélu le 16 juillet 2020 son président, Philippe Cheval,  conseiller municipal de Chaulnes. Le conseil également élu ses vice-présidents, dont le nombre a été réduit à six pour la période de crise liée à la pandémie de Covid-19 en France. Il s'agit de : 
1. Magali Crappier, maire de Bouchoir, chargée de la culture ;
2. Bruno Étévé, maire de Fay, chargé des bâtiments et de l'habitat ;
3. Annick Maréchal,  maire de Vauvillers, chargée de l'enlèvement et de la valorisation des déchets ;
4. Hervé Trientz, conseiller municipal de Rosières, chargé de l'assainissement ;
5. Jean-Claude Louvet,  maire de Proyart, chargé de la voirie et des problématiques pluviales ;
6. Thierry Linéatte, maire de Chaulnes, chargé des affaires scolaires et périscolaires.

### Liste des présidents
| Période         | Période                       | Identité        | Étiquette | Qualité |
| --------------- | ----------------------------- | --------------- | --------- | --- |
| 12 janvier 2017 | En cours (au 17 juillet 2020) | Philippe Cheval | DVD       | Kinésithérapeute Conseiller municipal de Chaulnes Président de l'ex-CC de Haute-Picardie (2014 → 2016) Conseiller général de Chaulnes (1994 → 2015) Président du pays Santerre Haute-Somme (2014, → ) Réélu pour le mandat 2020-2026 |

### Compétences
L'intercommunalité exerce les compétences qui lui ont été transférées par les communes membres, dans les conditions déterminées par le code général des collectivités territoriales.
Dans l'attente de la détermination de ses compétences définitives, l'intercommunalité exerce les compétences issues des anciennes intercommunalités fusionnées, au bénéfice de leurs anciennes communes. Il s'agit de : 
- Aménagement de l'espace pour la conduite d'actions d'intérêt communautaire ; schéma de cohérence territoriale et schéma de secteur ; plan local d'urbanisme, document d'urbanisme en tenant lieu et carte communale ;
- Actions de développement économique  ; création, aménagement, entretien et gestion de zones d'activité ; politique locale du commerce et soutien aux activités commerciales d'intérêt communautaire ; promotion du tourisme, dont la création d'offices de tourisme ;
- Aménagement, entretien et gestion des aires d'accueil des gens du voyage ;
- Collecte et traitement des déchets des ménages et déchets assimilés, ainsi que communication et sensibilisation des administrés au tri et à la valorisation des déchets (sur le seul territoire de l'ancienne CC de Haute Picardie pour cette dernière compétence)  ;
- Protection et mise en valeur de l'environnement, le cas échéant dans le cadre de schémas départementaux et soutien aux actions de maîtrise de la demande d'énergie  ;
- Politique du logement et du cadre de vie ;
- Équipements culturels et sportifs d'intérêt communautaire et d'équipements de l'enseignement préélémentaire et élémentaire d'intérêt communautaire (sur le territoire de l'ancienne CC du Santerre), gymnase du collège de Chaulnes (sur le territoire de l'ancienne CC de Haute Picardie) ;
- Action sociale d'intérêt communautaire ;
- Assainissement (sur le territoire de l'ancienne CC du Santerre) et schéma directeur d'assainissement ainsi qu'assainissement non collectif (sur le territoire de l'ancienne CC de Haute Picardie) ;
- Culture (de manière différenciée sur le territoire des deux anciennes communautés de communes) ;
- Scolaire, périscolaire, transport scolaire (de manière différenciée sur le territoire des deux anciennes communautés de communes) ;
- Réseaux de communication électroniques et espaces numériques de travail (de manière différenciée sur le territoire des deux anciennes communautés de communes) ;
- Gestion et entretien de la nouvelle brigade de Gendarmerie de Chaulnes (sur le territoire de l'ancienne CC de Haute Picardie)
- Voirie (de manière différenciée sur le territoire des deux anciennes communautés de communes) ;
- Communication (sur le territoire de l'ancienne CC de Haute Picardie)[16].

### Régime fiscal et budget
La communauté de communes est un établissement public de coopération intercommunale à fiscalité propre.
Afin de financer l'exercice de ses compétences, la communauté de communes perçoit une fiscalité additionnelle aux impôts locaux des communes, avec fiscalité professionnelle de zone (FPZ ) et sans fiscalité professionnelle sur les éoliennes (FPE).
Elle ne verse pas de dotation de solidarité communautaire (DSC) à ses communes membres.

### Organismes de regroupement
En 2020, la structure est membre des organismes de coopération suivants :
- SMITOM du Santerre
- PETR Cœur des Hauts de France
- Somme Numérique
- SI Mixte d'aménagement hydraulique du bassin versant de la Somme (AMEVA).

## Projets et réalisations
Conformément aux dispositions légales, une communauté de communes a pour objet d'associer des « communes au sein d'un espace de solidarité, envue de l'élaboration d'un projet commun de développement et d'aménagement de l'espace ».
Enseignement
En 2017, la communauté de communes administre 17 écoles où sont scolarisés 2 000 élèves